# オキヤドカリ科
オキヤドカリ科（オキヤドカリか、Parapaguridae）は、ヤドカリの科の一つ。主に深海性種を含む。

## 分類
10属に約80種が属する。
- Sympagurus Smith, 1883 オキヤドカリ属 - 17種。他の属では鰓は11対であるが、この属は第8胸節に痕跡的な鰓を持ち、12対となっている[2]。
- Oncopagurus Lemaitre, 1996 トゲオキヤドカリ属 - 15種。上向きに反り返った口上棘(Epistomial spine)を持ち、学名・和名の由来となっている[2]。
- Paragiopagurus Lemaitre, 1996 ユメオキヤドカリ属 - 25種。シンカイヤドカリ属に似るが、眼柄の長さが前甲の長さの半分を越えることで区別できる[3]。
- Parapagurus Smith, 1879 シンカイヤドカリ属 - 17種
- Strobopagurus Lemaitre, 1989 ジボガオキヤドカリ属 - 3種。よく発達した眼を持つ[2]。
- Bivalvopagurus Lemaitre, 1993 - カイガラオキヤドカリ1種。二枚貝の片殻とその上のイソギンチャクで腹部を保護する。形態的にはジボガオキヤドカリ属に近い[4]。
- Tsunogaipagurus Osawa, 1995 - カワリオキヤドカリ1種。ツノガイ類の貝殻を用いる[5]。
- Probeebei Boone, 1926 - キカイシンカイヤドカリ1種。腹部には刺があり石灰化しており、巻貝の殻は用いないと考えられる[6]。
- Tylaspis Henderson, 1885 - イギョウシンカイヤドカリ1種。巻貝は用いず、イソギンチャクで腹部を保護する。形態的にはキカイシンカイヤドカリに近い[6]。
- Typhlopagurus de Saint Laurent, 1972 - 1種。眼が退化しており、角膜に色素を持たないことが多い[3]。